# Albert Robida

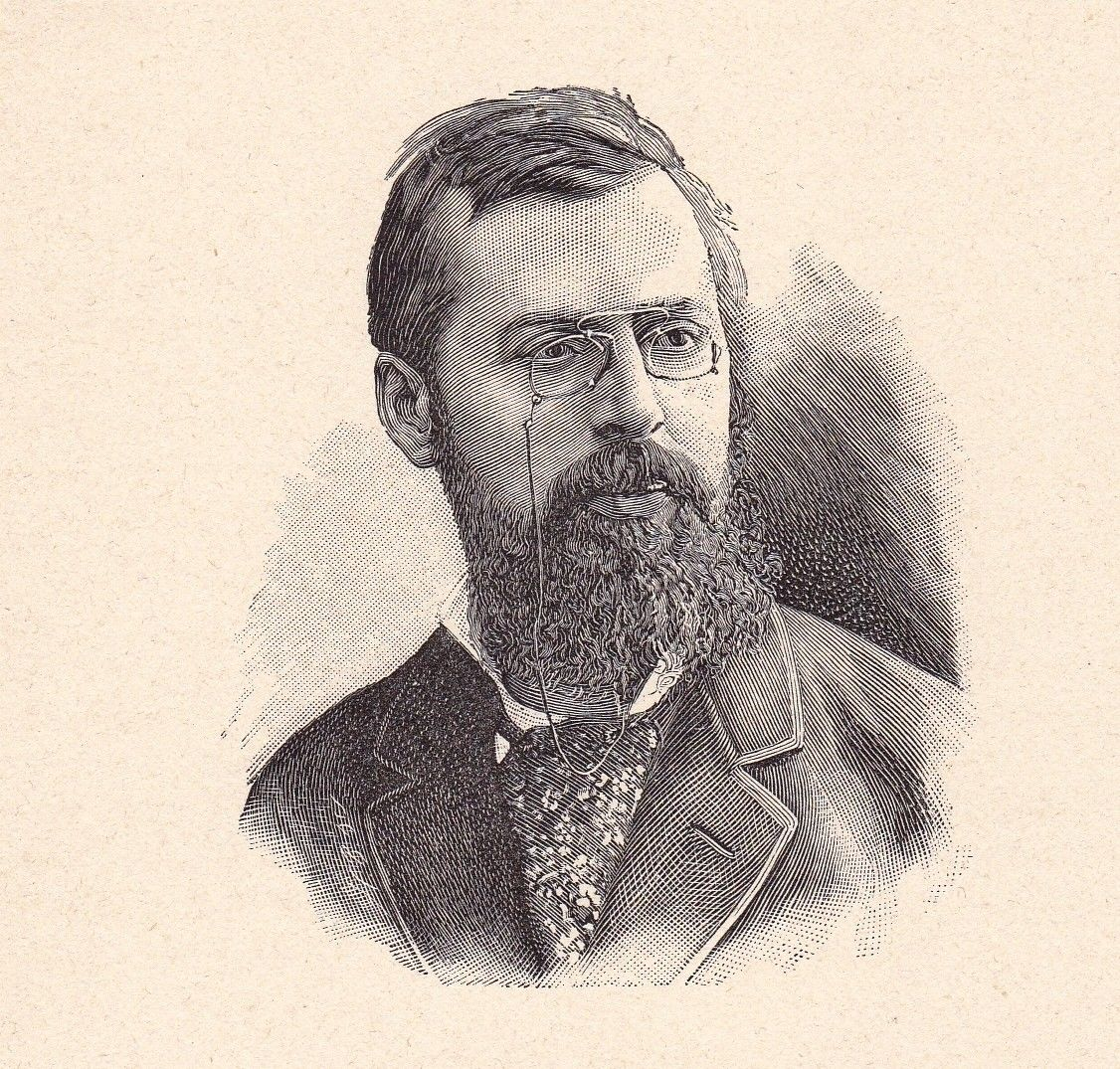
Albert Robida

Albert Robida (* 14. März 1848 in Compiègne; † 11. Oktober 1926 in Neuilly-sur-Seine) war ein französischer Schriftsteller, Zeichner, Maler, Karikaturist und Journalist.

## Leben
Der Sohn eines Tischlers studierte zunächst die Rechte, um Notar werden zu können, widmete sich aber aus Langeweile an seinem Studium der Karikatur. 1866 veröffentlichte er erste Zeichnungen im Le Journal amusant, weitere Arbeiten folgten. 1880 gründete er zusammen mit dem Verleger George Decaux seine eigene Zeitschrift, La Caricature, deren Leitung er während der nächsten zwölf Jahre innehatte. Unter seiner Führung wurden Caran d’Ache, Louis Morin, Ferdinand Bac, Job und Maurice Radiguet (der Vater von Raymond Radiguet) erstmals einem größeren Publikum bekannt. Er illustrierte Touristenführer, populäre Geschichtswerke und literarische Klassiker, darunter Villon, Rabelais, Cervantes, Swift, Shakespeare, Balzac und Tausendundeine Nacht. Von ihm stammt auch eine Geschichte des Lupanars.
Nach dem Ersten Weltkrieg gerät Robida zunehmend in Vergessenheit. Seine Bekanntheit heute verdankt sich einer Trilogie von frühen Science-Fiction-Romanen, deretwegen er heute auf eine Ebene mit Jules Verne gestellt wird:  Le Vingtième Siècle (1883), La Guerre au vingtième siècle (1887) und Le Vingtième Siècle. La vie électrique (1890).
Im Gegensatz zu Verne, der stets den Ausnahme- und Abenteuercharakter neuer technischer Erfindungen betont, stellt sie Robida als Teil des bürgerlichen Alltags dar, und versucht, ihre Konsequenzen auf die Gesellschaft zu antizipieren, was ihm oft mit verblüffender Genauigkeit gelingt: so sagte er die Gleichstellung der Frau voraus (die er als Träger aktiven und passiven Wahlrechts, als hosentragend, rauchend, als Ärzte und Anwälte beschrieb), den Massentourismus und die Umweltverschmutzung. In seinem 1869 erschienenen Comic La Guerre au vingtième siècle, campagne de Jujubie sieht er die großen Kriege des nächsten Jahrhunderts als von Raketen und chemischen Kampfstoffen bestimmt. Mit dem „Telephonoskop“, einem Bildschirm, der neueste Nachrichten verbreitet, aber auch für Telefonkonferenzen benutzt werden kann, antizipiert er darüber hinaus auch die moderne Medientechnologie.
Im Jahre 1919 sagte Robida über die Menschen der Zukunft: Sie werden ihren Alltag im Räderwerk einer total mechanisierten Welt verbringen, in einem Maße, dass ich mich frage, wie sie noch die einfachsten Freuden genießen wollen, die uns zur Verfügung stehen: Stille und Einsamkeit. Aber da sie all das überhaupt nicht kennengelernt haben werden, wird es ihnen auch nicht fehlen.

## Galerie

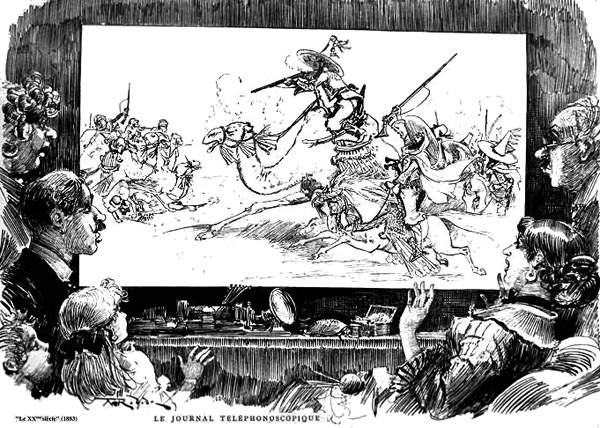
Das „Telephonoskop“ Robidas
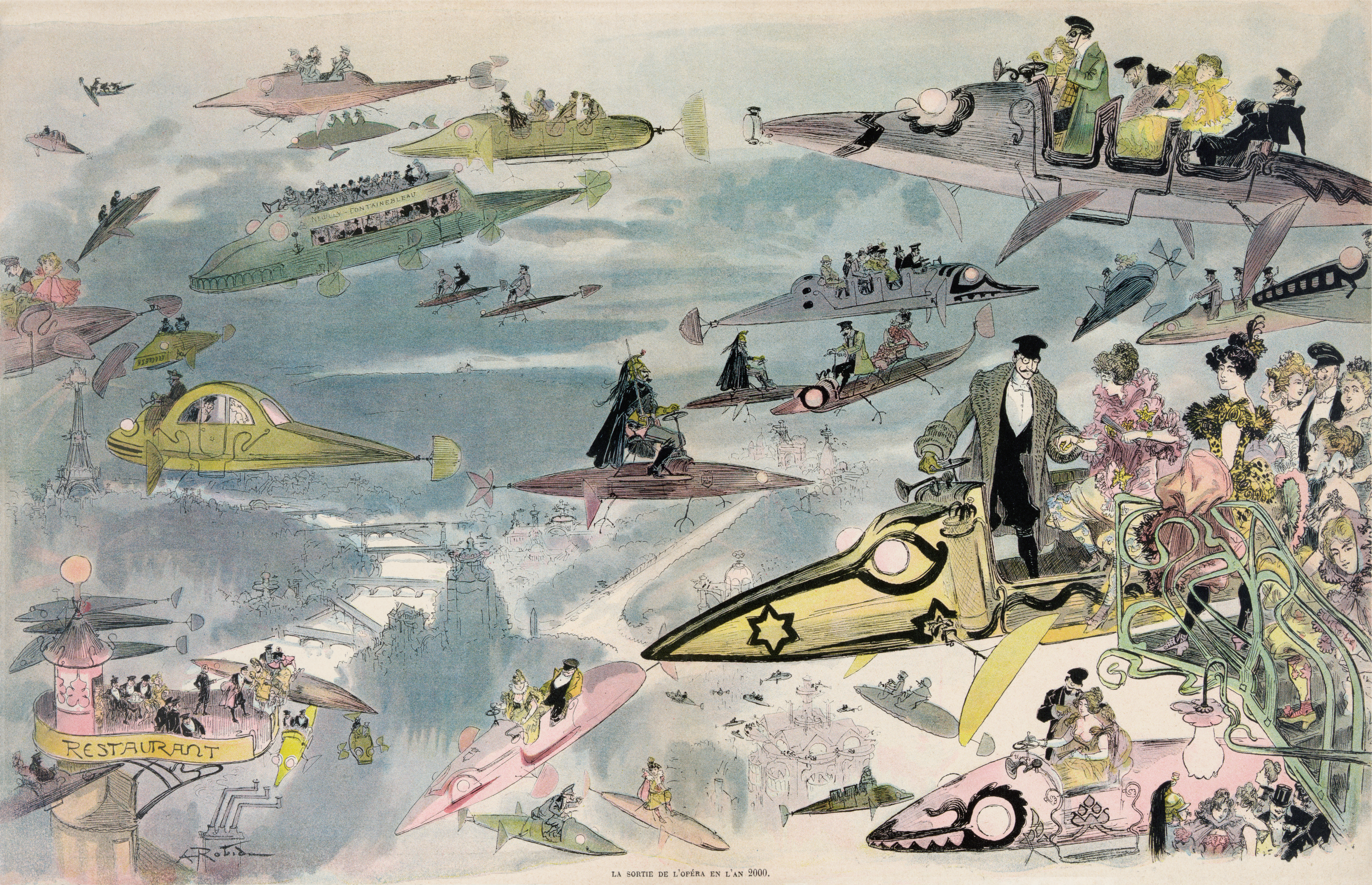
La Sortie de l’opéra en l’an 2000. Lithographie, um 1882.
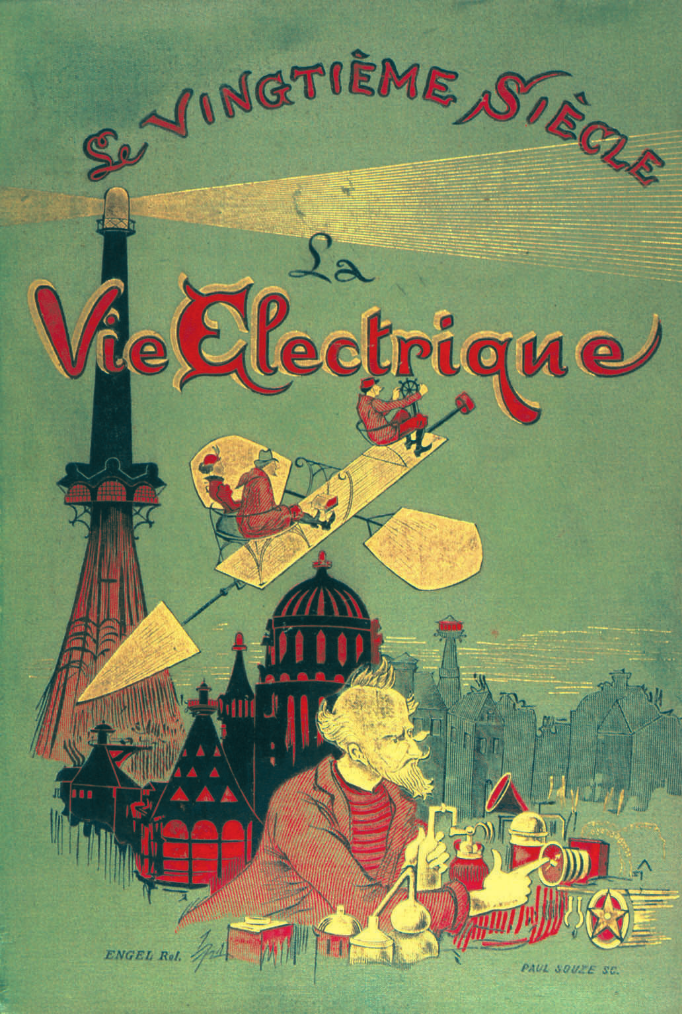
La vie éléctrique
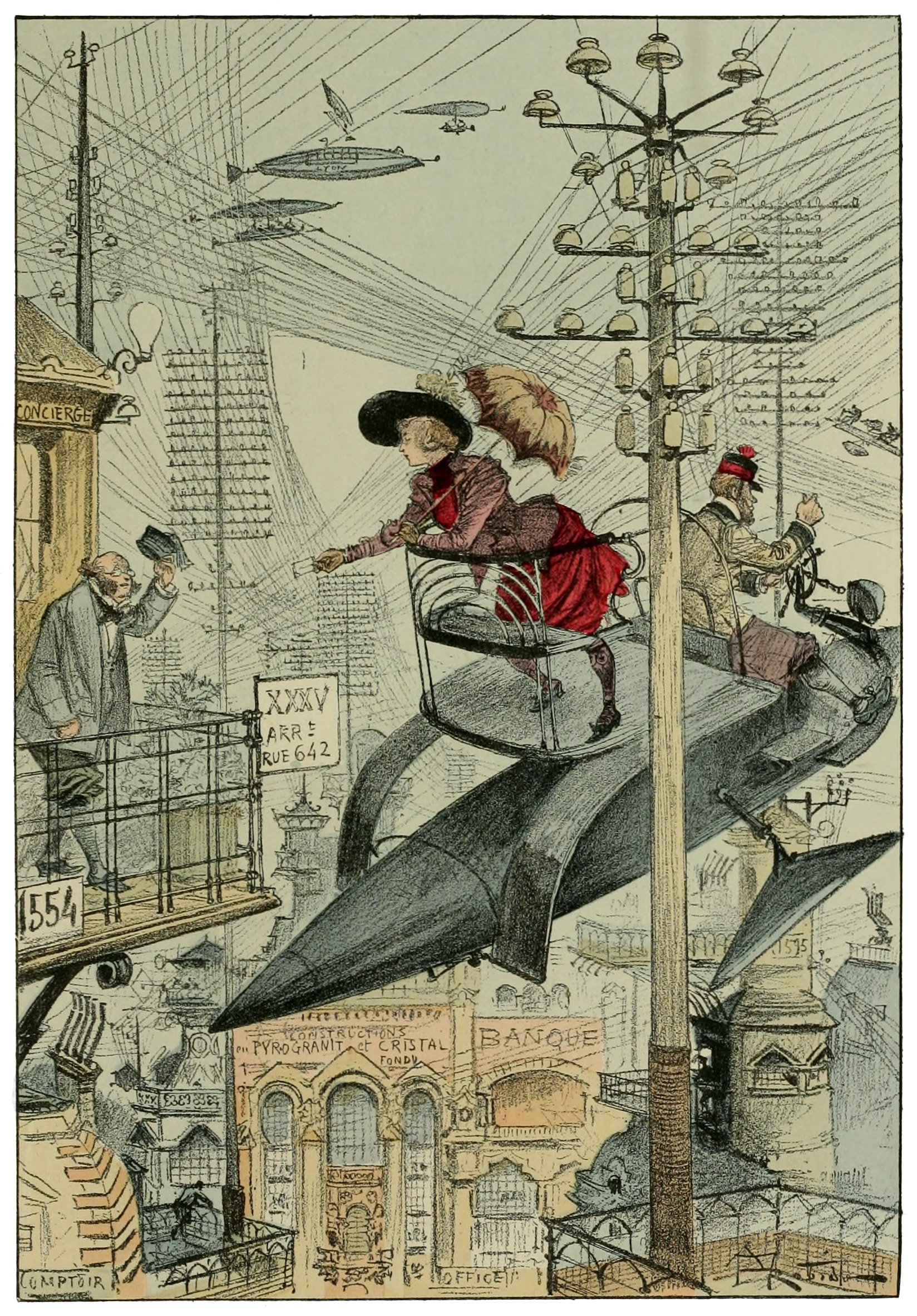
Flugmaschine. Illustration aus La vie éléctrique, 1893.
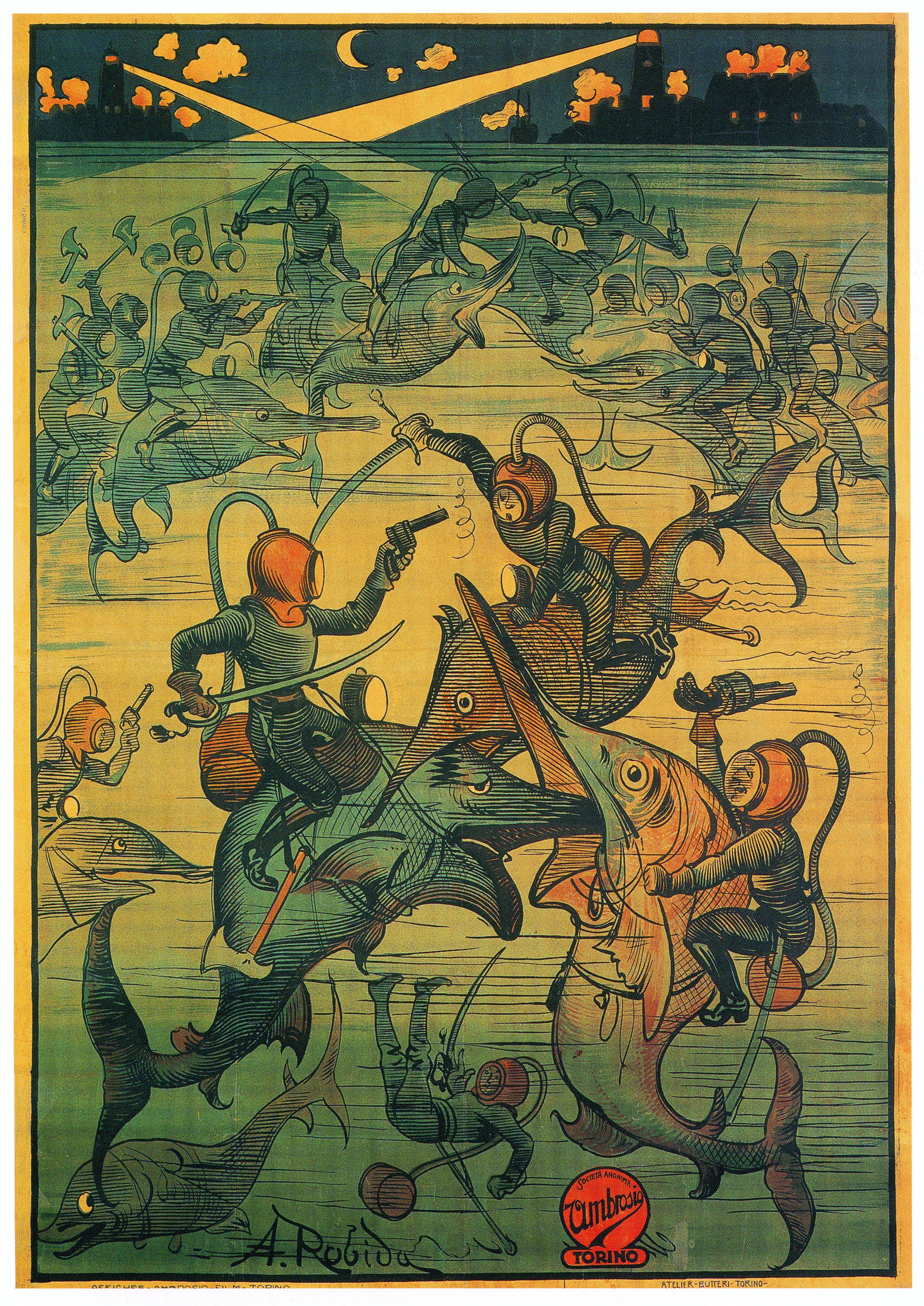
The Extraordinary Adventures of Saturnino Farandola. Filmplakat, 1913.